# Persone di cognome Lambert
| Questa pagina contiene informazioni ricavate automaticamente dalle voci biografiche con l'ausilio del template Bio e di un bot. L'aggiornamento è periodico e automatico e ricostruisce completamente la pagina. Se manca una persona in questa lista, sei pregato di non aggiungerla, ma accertati piuttosto che la sua voce biografica contenga il template Bio e che i dati anagrafici siano correttamente compilati. Se il template Bio manca, inseriscilo tu stesso o, in alternativa, metti l'avviso {{tmp\|Bio}} che ne segnala la mancanza. Se i dati riportati sono sbagliati, correggi direttamente la voce biografica; le modifiche saranno visibili in questa lista entro pochi giorni. Per chiarimenti vedi il progetto antroponimi. La lista contiene solo le 53 persone che sono citate nell'enciclopedia e per le quali è stato implementato correttamente il template Bio. Pagina aggiornata al 7 giu 2025. |

Questa è una lista di persone presenti nell'enciclopedia che hanno il cognome Lambert, suddivise per attività principale.

## Allenatori di calcio(2)
- Loïc Lambert, allenatore di calcio e ex calciatore francese (Le Mans, n. 1966)
- Paul Lambert, allenatore di calcio e ex calciatore scozzese (Glasgow, n. 1969)

## Allenatori di pallacanestro(1)
- Piggy Lambert, allenatore di pallacanestro statunitense (Deadwood, n. 1888 - Lafayette, † 1958)

## Architetti(1)
- Phyllis Lambert, architetto canadese (Montreal, n. 1927)

## Attori(5)
- Christopher Lambert, attore francese (Great Neck, n. 1957)
- David Lambert, attore statunitense (Baton Rouge, n. 1993)
- Jack Lambert, attore statunitense (Yonkers, n. 1920 - Carmel, † 2002)
- Mark Lambert, attore e cantante statunitense (San Jose, n. 1952)
- Paul Lambert, attore statunitense (El Paso, n. 1922 - Santa Monica, † 1997)

## Attrici(1)
- Anne Louise Lambert, attrice australiana (Brisbane, n. 1955)

## Bassisti(1)
- Adrian Lambert, bassista e compositore britannico (Brighton, n. 1972)

## Calciatori(8)
- André Lambert, calciatore francese (Saint-Philippe-d'Aiguille, n. 1877 - Parigi, † 1901)
- Boris Lambert, calciatore belga (Han-sur-Lesse, n. 2000)
- Christophe Lambert, ex calciatore svizzero (n. 1987)
- Geoffrey Lembet, calciatore francese (Villeneuve-Saint-Georges, n. 1988)
- Jack Lambert, calciatore inglese (Greasbrough, n. 1902 - Enfield, † 1940)
- Kevon Lambert, calciatore giamaicano (Clarendon Parish, n. 1997)
- Raoul Lambert, ex calciatore belga (Oostkamp, n. 1944)
- Rickie Lambert, ex calciatore inglese (Liverpool, n. 1982)

## Cantanti(1)
- Mary Lambert, cantante, cantautrice e poetessa statunitense (Everett, n. 1989)

## Cantautori(1)
- Adam Lambert, cantautore e attore statunitense (Indianapolis, n. 1982)

## Cantautrici(1)
- Miranda Lambert, cantautrice statunitense (Longview, n. 1983)

## Cestiste(1)
- Sheila Lambert, ex cestista statunitense (Seattle, n. 1980)

## Cestisti(1)
- John Lambert, ex cestista statunitense (Berkeley, n. 1953)

## Compositori(3)
- Constant Lambert, compositore e direttore d'orchestra inglese (Londra, n. 1905 - Londra, † 1951)
- Franz Lambert, compositore tedesco (Heppenheim, n. 1948)
- Michel Lambert, compositore, cantante e liutista francese (Champigny-sur-Veude, n. 1610 - Parigi, † 1696)

## Compositrici(1)
- Lisa Lambert, compositrice, paroliera e attrice canadese (Washington, n. 1962)

## Esploratori(1)
- Joseph Lambert, esploratore francese (Nantes, n. 1824 - Mohéli, † 1873)

## Filosofi(1)
- Johann Heinrich Lambert, filosofo, matematico e fisico svizzero (Mulhouse, n. 1728 - Berlino, † 1777)

## Generali(3)
- John Lambert, generale e politico inglese (Kirkby Malham, n. 1619 - Plymouth Sound, † 1684)
- John Lambert, generale britannico (Londra, n. 1772 - Thames Ditton, † 1847)
- Joseph Lambert, generale russo (n. 1809 - San Pietroburgo, † 1879)

## Giocatori di football americano(1)
- Jack Lambert, ex giocatore di football americano statunitense (Mantua, n. 1952)

## Golfisti(1)
- Albert Bond Lambert, golfista e aviatore statunitense (Alexandria, n. 1875 - Saint Louis, † 1946)

## Militari(1)
- Erwin Lambert, militare e funzionario tedesco (Schildow, n. 1909 - Stoccarda, † 1976)

## Modelle(1)
- Yumi Lambert, supermodella belga (Bruxelles, n. 1996)

## Musicisti(1)
- Charles-Richard Lambert, musicista, direttore d'orchestra e docente statunitense (New York, n. 1800 - Port-au-Prince, † 1862)

## Navigatori(1)
- Jonathan Lambert, marinaio statunitense (Salem - Isola Inaccessibile, † 1812)

## Nuotatrici(1)
- Adelaide Lambert, nuotatrice statunitense (Ancón, n. 1907 - Bremerton, † 1996)

## Pallanuotisti(2)
- Charles Lambert, pallanuotista francese (Strasburgo, n. 1932 - Strasburgo, † 1990)
- Paul Lambert, pallanuotista francese (Tournai, n. 1908 - Tourcoing, † 1996)

## Pallavoliste(1)
- Adeja Lambert, pallavolista statunitense (Rockford, n. 1996)

## Pattinatrici di short track(1)
- Nathalie Lambert, ex pattinatrice di short track canadese (Montréal, n. 1963)

## Pentatleti(1)
- George Lambert, pentatleta statunitense (Hampton, n. 1928 - River Falls, † 2012)

## Pianisti(2)
- Donald Lambert, pianista statunitense (Princeton, n. 1904 - Newark, † 1962)
- Lucien-Leon Guillaume Lambert, pianista, compositore e arrangiatore francese (XVII arrondissement di Parigi, n. 1858 - Parigi, † 1945)

## Produttrici televisive(1)
- Verity Lambert, produttrice televisiva e produttrice cinematografica inglese (Londra, n. 1935 - Londra, † 2007)

## Registe(1)
- Mary Lambert, regista statunitense (Helena, n. 1951)

## Schermidori(1)
- Olivier Lambert, schermidore francese (Rennes, n. 1971)

## Snowboarder(1)
- Adam Lambert, snowboarder australiano (Jindabyne, n. 1997)

## Wrestler(1)
- Marvin Lambert, wrestler statunitense (Last Chance, n. 1977 - † 2012)

## Senza attività specificata(1)
- Paul Lambert, effettista inglese